# Casale Foot Ball Club 1933-1934
Questa voce raccoglie le informazioni riguardanti il Casale Foot Ball Club nelle competizioni ufficiali della stagione 1933-1934.

## Stagione
Il Casale disputò il suo quarto e ultimo campionato di Serie A chiudendo al diciottesimo e ultimo posto e retrocedendo in Serie B.

## Rosa
| N. |                   | Ruolo | Calciatore        |
| -- | ----------------- | ----- | ----------------- |
|    | Italia (bandiera) | P     | Lorenzo Morbelli  |
|    | Italia (bandiera) | P     | Vincenzo Provera  |
|    | Italia (bandiera) | D     | Giordano Roggero  |
|    | Italia (bandiera) | D     | Alberto Mazzucco  |
|    | Italia (bandiera) | D     | Giuseppe Pasino   |
|    | Italia (bandiera) | C     | Leopoldo Caimmi   |
|    | Italia (bandiera) | C     | Mario Celoria     |
|    | Italia (bandiera) | C     | Francesco Ferrero |
|    | Italia (bandiera) | C     | Piero Castello    |
|    | Italia (bandiera) | C     | Angelo Morzone    |
|    | Italia (bandiera) | C     | Giuseppe Volta    |

| N. |                   | Ruolo | Calciatore         |
| -- | ----------------- | ----- | ------------------ |
|    | Italia (bandiera) | A     | Mario Autelli      |
|    | Italia (bandiera) | A     | Luigi De Marchi    |
|    | Italia (bandiera) | A     | Angelo Schiavetta  |
|    | Italia (bandiera) | A     | Mario Gardini      |
|    | Italia (bandiera) | A     | Giuseppe Cornara   |
|    | Italia (bandiera) | A     | Antonio Peternel   |
|    | Italia (bandiera) | A     | Pietro Ferrari     |
|    | Italia (bandiera) | A     | Enrico Migliavacca |
|    | Italia (bandiera) | A     | Oreste Menighetti  |
|    | Italia (bandiera) | A     | Giovanni Parissone |
|    | Italia (bandiera) | A     | Evasio Bosso       |

## Risultati

### Serie A

#### Girone di andata
| Milano 10 settembre 1933 1ª giornata | Ambrosiana-Inter | 9 – 0 referto | Casale |  |

| Casale Monferrato 17 settembre 1933 2ª giornata | Casale | 1 – 0 referto | Brescia |  |

| Torino 24 settembre 1933 3ª giornata | Juventus | 6 – 1 referto | Casale |  |

| Casale Monferrato 1 ottobre 1933 4ª giornata | Casale | 2 – 1 referto | Genova 1893 |  |

| Casale Monferrato 8 ottobre 1933 5ª giornata | Casale | 0 – 2 referto | Roma |  |

| Padova 15 ottobre 1933 6ª giornata | Padova | 2 – 0 referto | Casale |  |

| Casale Monferrato 29 ottobre 1933 7ª giornata | Casale | 3 – 2 referto | Torino |  |

| Alessandria 1 novembre 1933 8ª giornata | Alessandria | 4 – 1 referto | Casale |  |

| Casale Monferrato 5 novembre 1933 9ª giornata | Casale | 1 – 1 referto | Triestina |  |

| Palermo 12 novembre 1933 10ª giornata | Palermo | 3 – 0 referto | Casale |  |

| Casale Monferrato 19 novembre 1933 11ª giornata | Casale | 2 – 2 referto | Fiorentina |  |

| Bologna 26 novembre 1933 12ª giornata | Bologna | 2 – 0 referto | Casale |  |

| Casale Monferrato 10 dicembre 1933 13ª giornata | Casale | 1 – 1 referto | Lazio |  |

| Vercelli 17 dicembre 1933 14ª giornata | Pro Vercelli | 4 – 1 referto | Casale |  |

| Casale Monferrato 24 dicembre 1933 15ª giornata | Casale | 4 – 4 referto | Livorno |  |

| Napoli 1 gennaio 1934 16ª giornata | Napoli | 2 – 1 referto | Casale |  |

| Milano 7 gennaio 1934 17ª giornata | Milan | 6 – 2 referto | Casale |  |

#### Girone di ritorno
| Casale Monferrato 14 gennaio 1934 18ª giornata | Casale | 0 – 1 referto | Ambrosiana-Inter |  |

| Brescia 21 gennaio 1934 19ª giornata | Brescia | 3 – 1 referto | Casale |  |

| Casale Monferrato 28 gennaio 1934 20ª giornata | Casale | 0 – 3 referto | Juventus |  |

| Genova 4 febbraio 1934 21ª giornata | Genova 1893 | 5 – 0 referto | Casale |  |

| Roma 18 febbraio 1934 22ª giornata | Roma | 1 – 0 referto | Casale |  |

| Casale Monferrato 25 febbraio 1934 23ª giornata | Casale | 0 – 0 referto | Padova |  |

| Torino 4 marzo 1934 24ª giornata | Torino | 5 – 2 referto | Casale |  |

| Casale Monferrato 11 marzo 1934 25ª giornata | Casale | 2 – 1 referto | Alessandria |  |

| Trieste 18 marzo 1934 26ª giornata | Triestina | 2 – 0 referto | Casale |  |

| Casale Monferrato 1 aprile 1934 27ª giornata | Casale | 2 – 2 referto | Palermo |  |

| Firenze 8 aprile 1934 28ª giornata | Fiorentina | 2 – 2 referto | Casale |  |

| Casale Monferrato 15 aprile 1934 29ª giornata | Casale | 0 – 3 referto | Bologna |  |

| Roma 22 aprile 1934 30ª giornata | Lazio | 2 – 1 referto | Casale |  |

| Casale Monferrato 29 marzo 1934 31ª giornata | Casale | 1 – 1 referto | Pro Vercelli |  |

| Livorno 29 aprile 1934 32ª giornata | Livorno | 5 – 0 referto | Casale |  |

| Casale Monferrato 12 aprile 1934 33ª giornata | Casale | 1 – 4 referto | Napoli |  |

| Casale Monferrato 26 aprile 1934 34ª giornata | Casale | 0 – 0 referto | Milan |  |

## Statistiche

### Statistiche di squadra
| Competizione | Punti | In casa | In casa | In casa | In casa | In casa | In casa | In trasferta | In trasferta | In trasferta | In trasferta | In trasferta | In trasferta | Totale | Totale | Totale | Totale | Totale | Totale | DR  |
| Competizione | Punti | G       | V       | N       | P       | Gf      | Gs      | G            | V            | N            | P            | Gf           | Gs           | G      | V      | N      | P      | Gf     | Gs     | DR  |
| ------------ | ----- | ------- | ------- | ------- | ------- | ------- | ------- | ------------ | ------------ | ------------ | ------------ | ------------ | ------------ | ------ | ------ | ------ | ------ | ------ | ------ | --- |
| Serie A      | 17    | 17      | 4       | 8       | 5       | 20      | 28      | 17           | 0            | 1            | 16           | 12           | 63           | 34     | 4      | 9      | 21     | 32     | 91     | -59 |

### Statistiche dei giocatori
| Giocatore      | Serie A  | Serie A |
| Giocatore      | Presenze | Reti    |
| -------------- | -------- | ------- |
| M. Autelli     | 33       | 3       |
| E. Bosso       | 1        | 0       |
| L. Caimmi      | 33       | 1       |
| P. Castello    | 21       | 0       |
| M. Celoria     | 31       | 5       |
| G. Cornara     | 16       | 4       |
| L. De Marchi   | 21       | 3       |
| P. Ferrari     | 13       | 0       |
| F. Ferrero     | 23       | 2       |
| M. Gardini     | 16       | 5       |
| A. Mazzucco    | 33       | 0       |
| O. Menighetti  | 6        | 0       |
| E. Migliavacca | 10       | 2       |
| L. Morbelli    | 17       | -46     |
| A. Morzone     | 6        | 0       |
| G. Parissone   | 2        | 0       |
| G. Pasino      | 2        | 0       |
| A. Peternel    | 14       | 1       |
| V. Provera     | 17       | -45     |
| G. Roggero     | 33       | 0       |
| A. Schiavetta  | 20       | 6       |
| G. Volta       | 6        | 0       |

## Riserve
La squadra riserve del Casale ha disputato nella stagione 1933-1934 il girone C del campionato di Prima Divisione classificandosi al 3º posto.

### Rosa
| N. |                   | Ruolo | Calciatore       |
| -- | ----------------- | ----- | ---------------- |
|    | Italia (bandiera) | A     | Evasio Bosso     |
|    | Italia (bandiera) | C     | Castellazzi      |
|    | Italia (bandiera) | D     | Pietro Cavasonza |
|    | Italia (bandiera) | P     | Ugo Ceresa       |
|    | Italia (bandiera) | D     | Paolo De Grandi  |
|    | Italia (bandiera) | A     | Luigi De Marchi  |
|    | Italia (bandiera) | A     | Pietro Ferrari   |
|    | Italia (bandiera) | A     | Lorenzo Guzzo    |

| N. |                   | Ruolo | Calciatore         |
| -- | ----------------- | ----- | ------------------ |
|    | Italia (bandiera) | D     | Marchisio          |
|    | Italia (bandiera) | A     | Enrico Migliavacca |
|    | Italia (bandiera) | A     | Oreste Menighetti  |
|    | Italia (bandiera) | C     | Angelo Morzone     |
|    | Italia (bandiera) | D     | Giuseppe Pasino    |
|    | Italia (bandiera) | A     | Antonio Peternel   |
|    | Italia (bandiera) | A     | Velardi            |